# Dakloze huiszwam
De dakloze huiszwam (Serpula himantioides) is een schimmel behorend tot de familie Serpulaceae. Hij leeft saprofiet op naaldhout in voedselarme bossen. Loofhout wordt zelden gekoloniseerd. In Centraal-Europa verschijnen verse vruchtlichamen voornamelijk in de herfst en blijven tot de winter.

## Kenmerken
Hij vormt 5 tot 15 cm brede, zachtvlezige vruchtlichamen die gemakkelijk van het substraat kunnen worden losgemaakt en bros worden als ze droog zijn. De bovenkant van de paddenstoel is glad bij jonge exemplaren en wordt later gerimpeld. De kleur van de vruchtlichamen verandert met de leeftijd van de paddenstoel: bij jonge vruchtlichamen is hij licht paars, daarna mosterdgeel en ten slotte olijfbruin. De rand van het vruchtlichaam is witvezelig en wollig, later met een violette toon.
De sporen zijn geelbruin, smal-ellipsvormig met spitse basis, dunwandig, glad en hebben afmeting van 9–12 × 5–6 µm.

## Verspreiding
De verspreiding is onduidelijk, in Europa komt hij voor in Midden- en Noord-Europa. In Nederland komt hij algemeen voor. Hij staat niet op de rode lijst en is niet bedreigd.

## Taxonomie
De schimmel werd voor het eerst beschreven in 1818 door Zweeds mycoloog Elias Magnus Fries als Merulius himantioides. Petter Karsten plaatste het in 1884 in het geslacht Serpula.

## Foto's

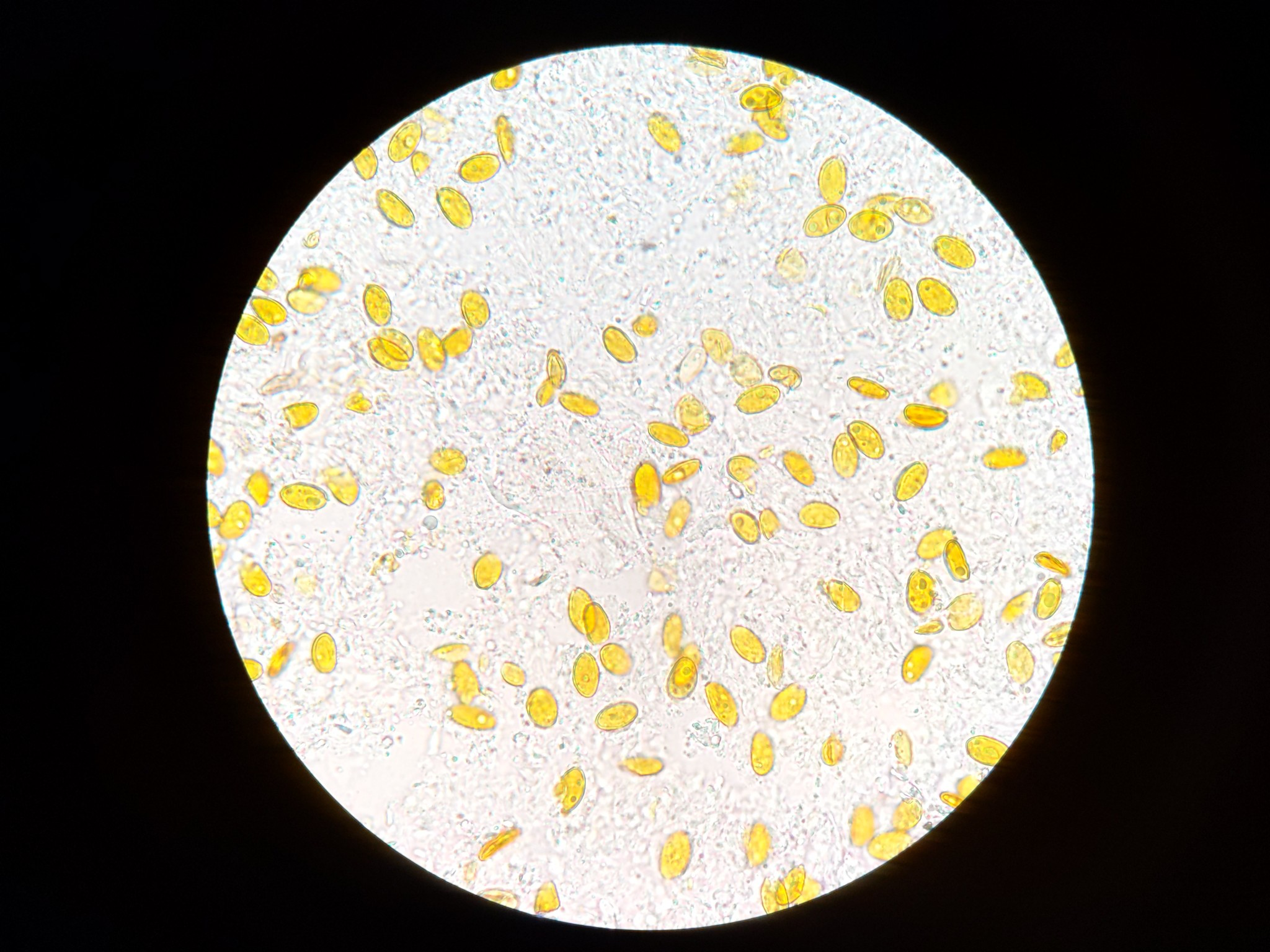
Sporen
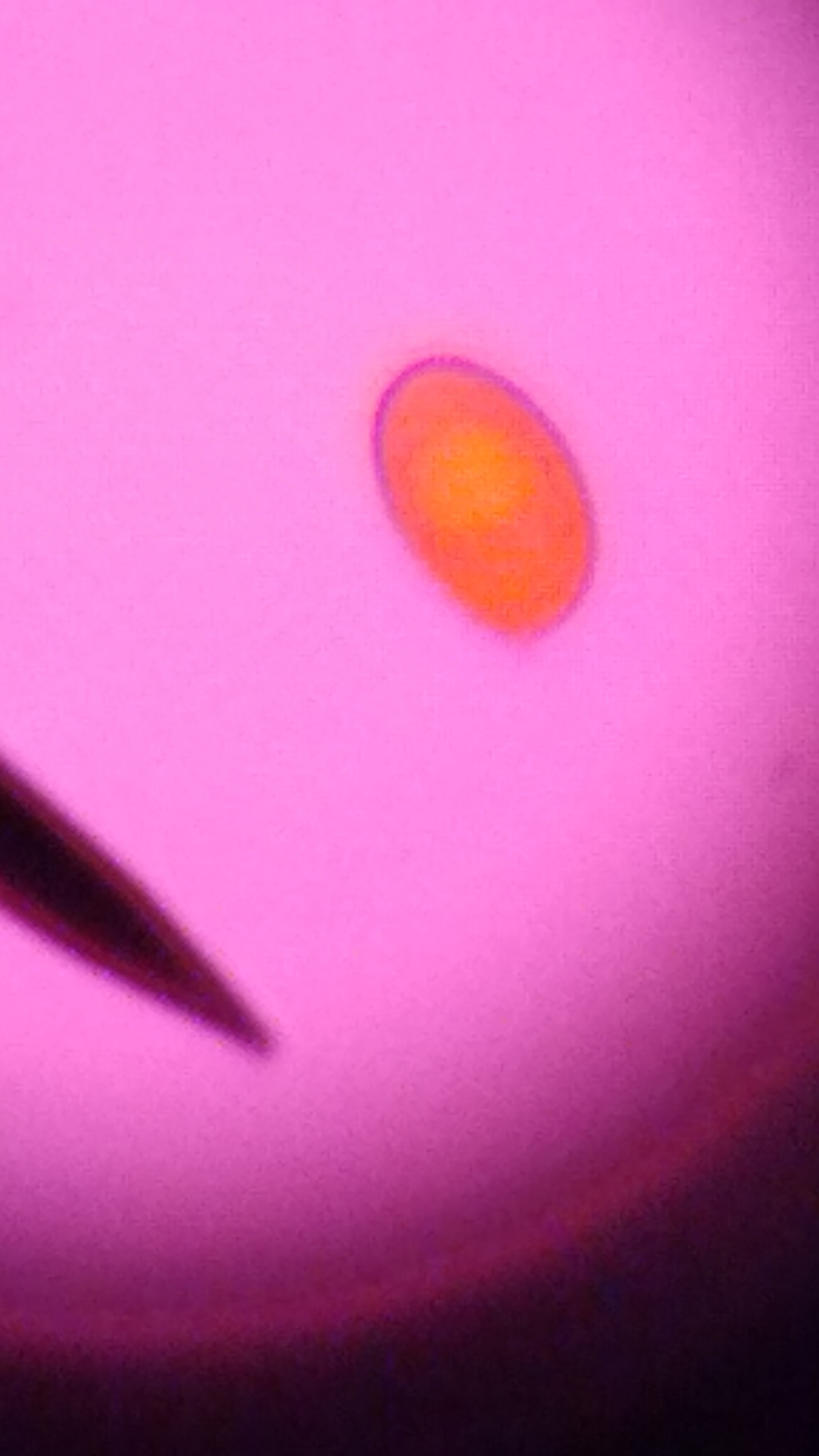
Spore